# Фишер, Ранди
Ранди Кристина Фишер (швед. Randi Christine Fisher; 1 апреля 1920, Мельбурн, Австралия — 9 февраля 1997) — шведская художница и дизайнер; известна абстрактной живописью по стеклу.

## Биография и творчество
Ранди Фишер родилась в 1920 в Австралии, в Мельбурне. Её родителями были Эйнар Фишер, инженер и энтомолог-любитель, и Эйвор Фишер, художница по текстилю. У неё была старшая сестра Эльсе, которая впоследствии стала танцовщицей и хореографом. В 1922 году семья переехала в Стокгольм.
Отец Ранди умер от туберкулёза, когда ей было девять лет. Мать обеспечивала обеих дочерей, преподавая в Технической школе (Tekniska skolan). В доме часто бывали художники, друзья и коллеги Эйвор Фишер, в том числе Барбро Нильссон, Эва Биллов и Эмилия Фогельклу, ставшая крёстной матерью Ранди. После двух лет обучения в Технической школе Ранди продолжила своё образование в Королевской академии искусств, которую окончила в 1944 году.
В 1945 году Ранди Фишер вышла замуж за Олле Гилля, с которым вместе училась в Академии. В 1948 году у них родилась дочь. За год до того Ранди приняла участие в выставке художников и скульпторов, впоследствии известных как «1947 års män» — «мужчины 47-го». На этой выставке, сыгравшей ключевую роль в становлении шведского модернизма, и, в частности, конкретного искусства, Ранди Фишер была единственной женщиной.
На протяжении 1940-х и в начале 1950-х годов Ранди Фишер работала в различных техниках, включая масляную живопись, темперу, гуашь и акварель. Она также занималась оформлением книжных обложек, в том числе нескольких поэтических сборников Марии Вине и ряда книг Уллы Исакссон. В те годы, когда её сестра Эльсе была замужем за Ингмаром Бергманом, Ранди также создавала афиши для его постановок в Городском театре Гельсинборга.
Кроме того, стремясь, как и многие другие художники той эпохи, сделать искусство общедоступным, в том числе в городском пространстве, она выполняла художественное оформление зданий в новых пригородах Стокгольма и писала фрески для различных городских учреждений. В 1953 году Ранди Фишер выиграла конкурс на создание витражей для Кафедрального собора Вестероса. Её проект подразумевал создание абстрактных композиций, что в то время было совершенно новаторским подходом. Фишер стала первой в Швеции художницей, привнесшей абстрактное искусство в церковный интерьер.
Во время работы над витражами художница познакомилась с Ральфом Бергхольтцем, стеклодувом. Их сотрудничество затем продолжилось в рамках создания витражей для церкви Энгбю (Ängby kyrka). В последующие годы Ранди Фишер работала почти исключительно в техники живописи по стеклу, создавая абстрактные композиции для церквей, а также больниц и школ.
В 1960 году Ранди развелась с мужем и вышла замуж за Ральфа Бергхольтца. В 1963 году у них родилась дочь. Супруги продолжали работать вместе и создали, в сотрудничестве с архитектором Юханнесом Оливегреном, множество витражей для церквей, строившихся в новых районах Стокгольма. В 1977 году, однако, они расстались, и в 1980-х годах Ранди жила в Копенгагене, где занималась преимущественно волонтёрской, общественной и благотворительной деятельностью в рамках таких организаций, как Гринпис, Эммаус и Amnesty International. Она также много путешествовала, в том числе в Италию, Турцию, Испанию, Индию, Никарагуа, Новую Зеландию и Австралию.
После продолжительной болезни лёгких Ранди Фишер умерла 9 февраля 1997 года.